# Lathrocordulia garrisoni
Lathrocordulia garrisoni é uma espécie de libelinha da família Corduliidae.
É endémica da Austrália. 
Os seus habitats naturais são: regiões subtropicais ou tropicais húmidas de alta altitude.
Está ameaçada por perda de habitat.